# Cova de Stopića
La cova de Stopića (en serbi: Стопића пећина) és una cova de la part occidental de Sèrbia.
La cova es troba al llarg del peu nord de la muntanya Zlatibor al poble de Rožanstvo. La carretera Ožhissi - Sirogojno passa per sobre de la cova.
La longitud total n'és de 1.662 m i la ruta turística de 1.615 m. La cova consta de dues cavernes, un canal i riu subterrani i una cova de primavera, connectades pel flux subterrani del corrent del Trnavski. L'entrada de la cova es troba en un penya-segat de pedra calcària a una alçada de 711 m.

## Galeria

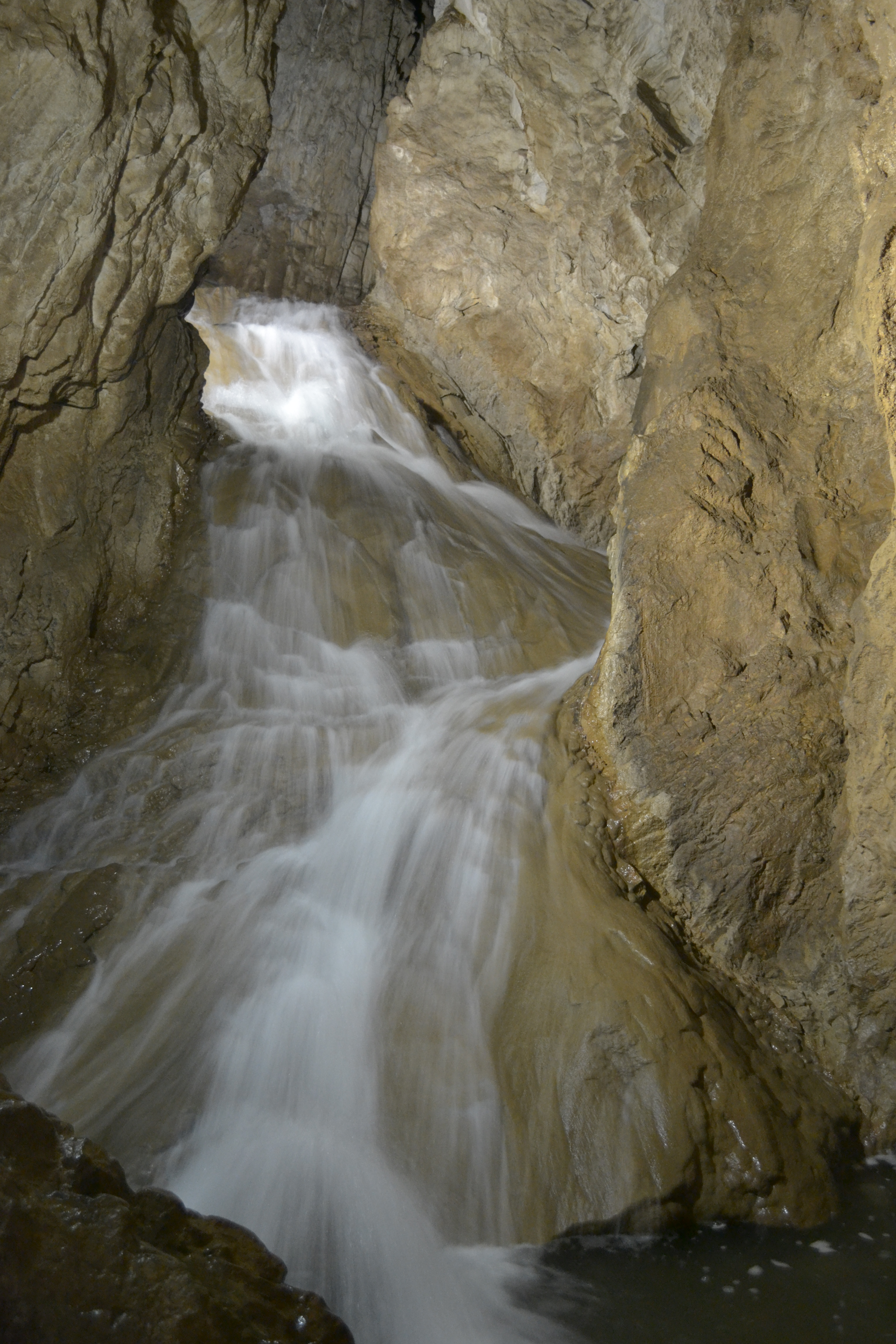

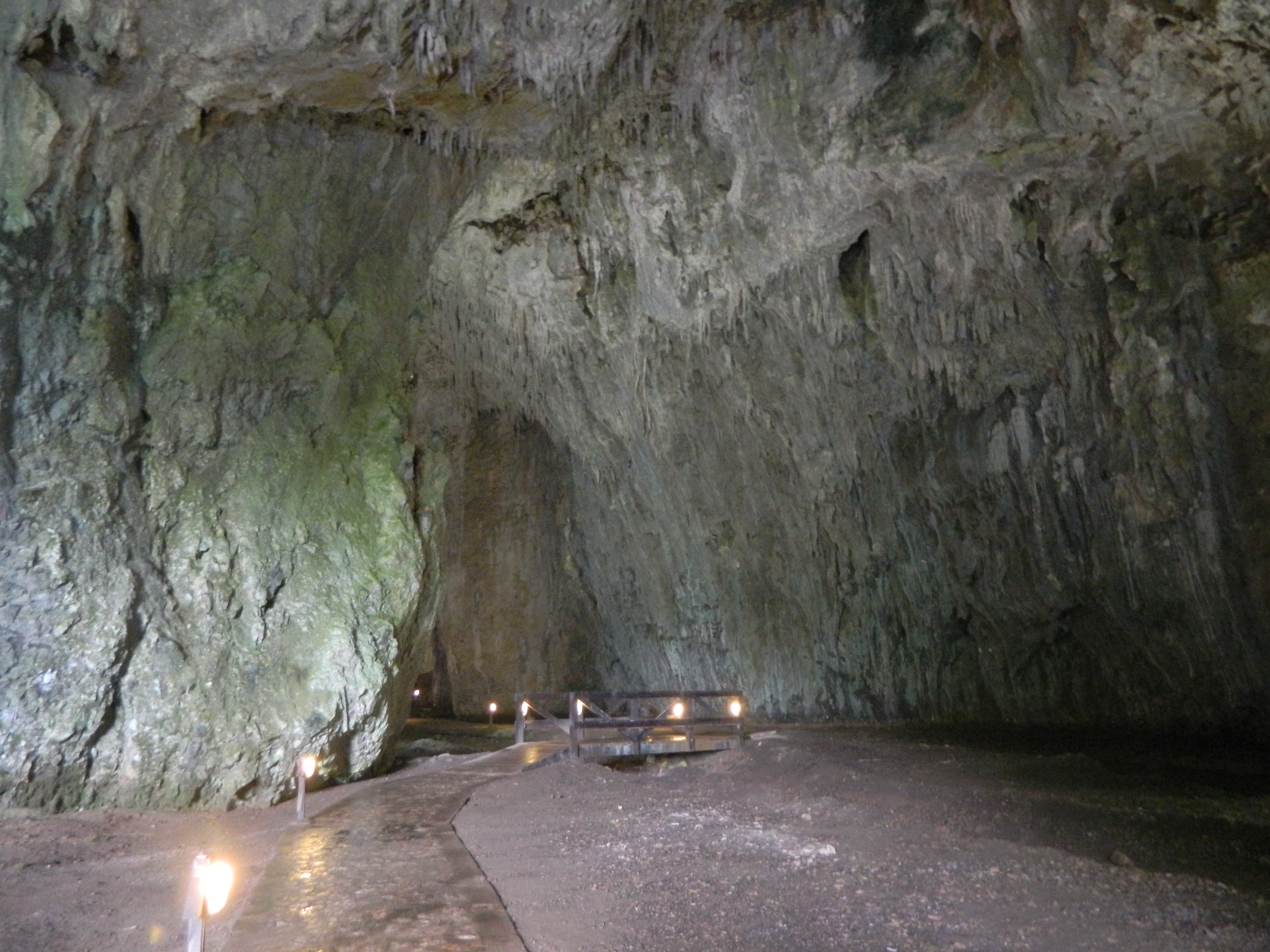

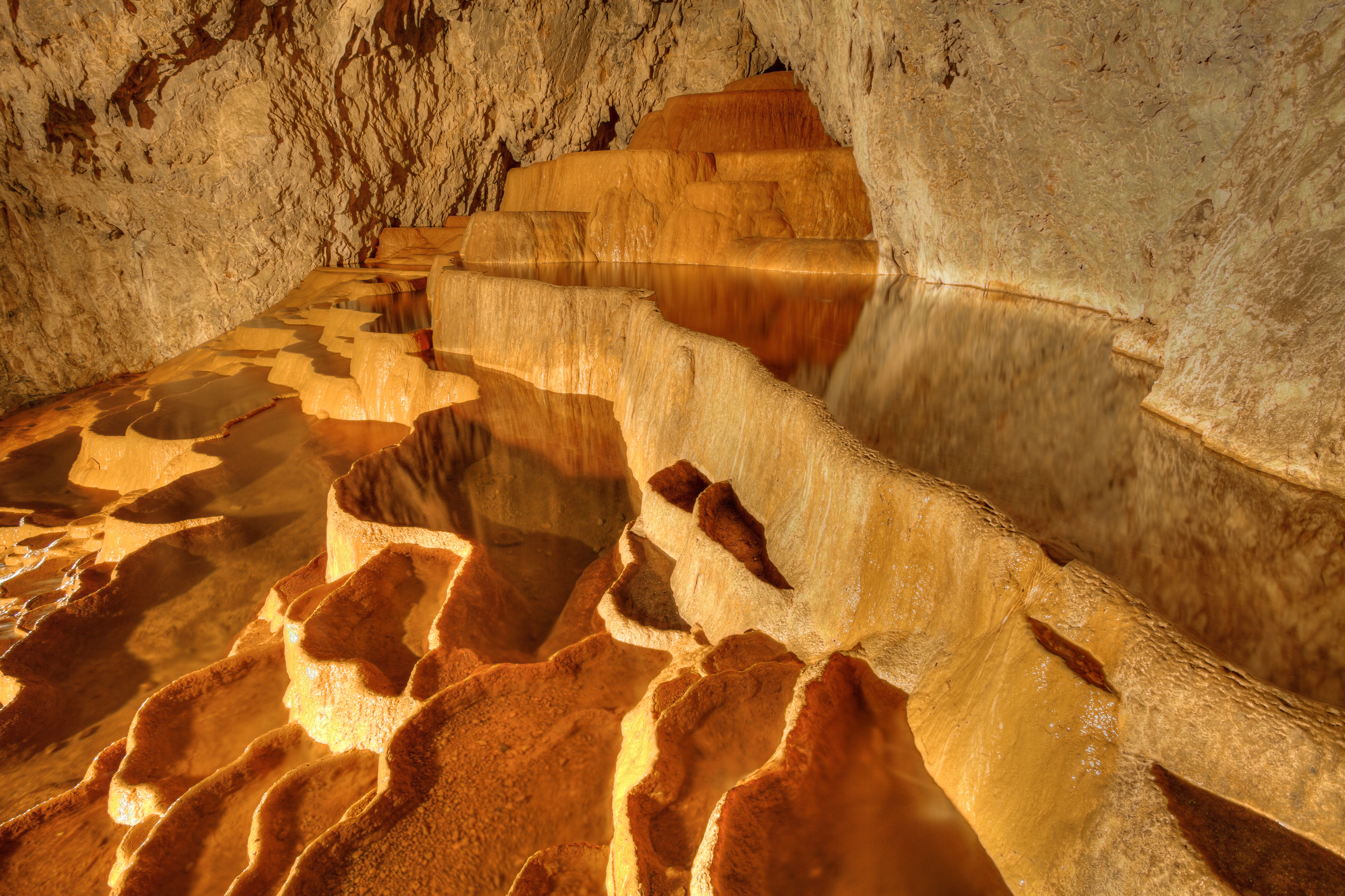

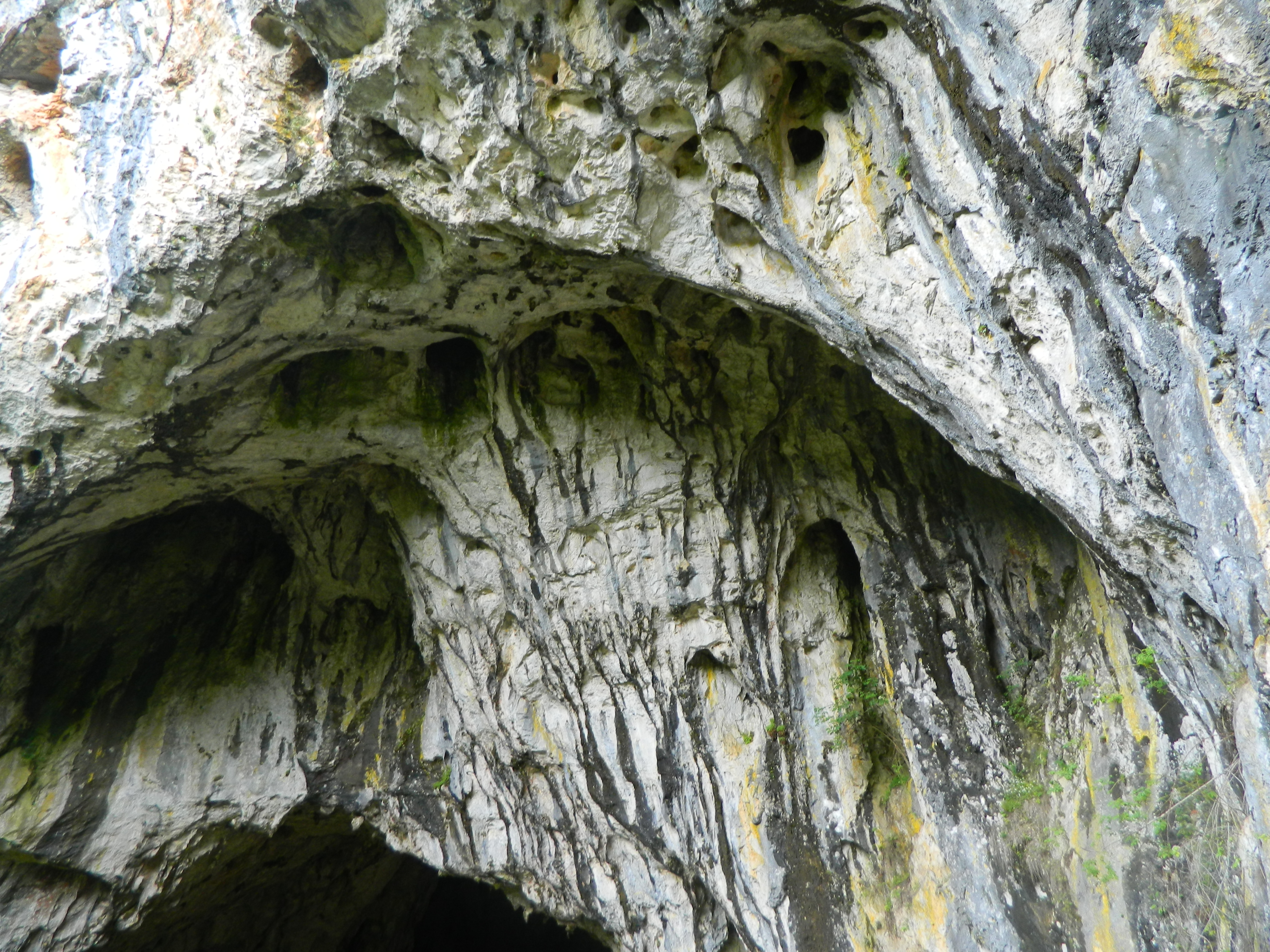

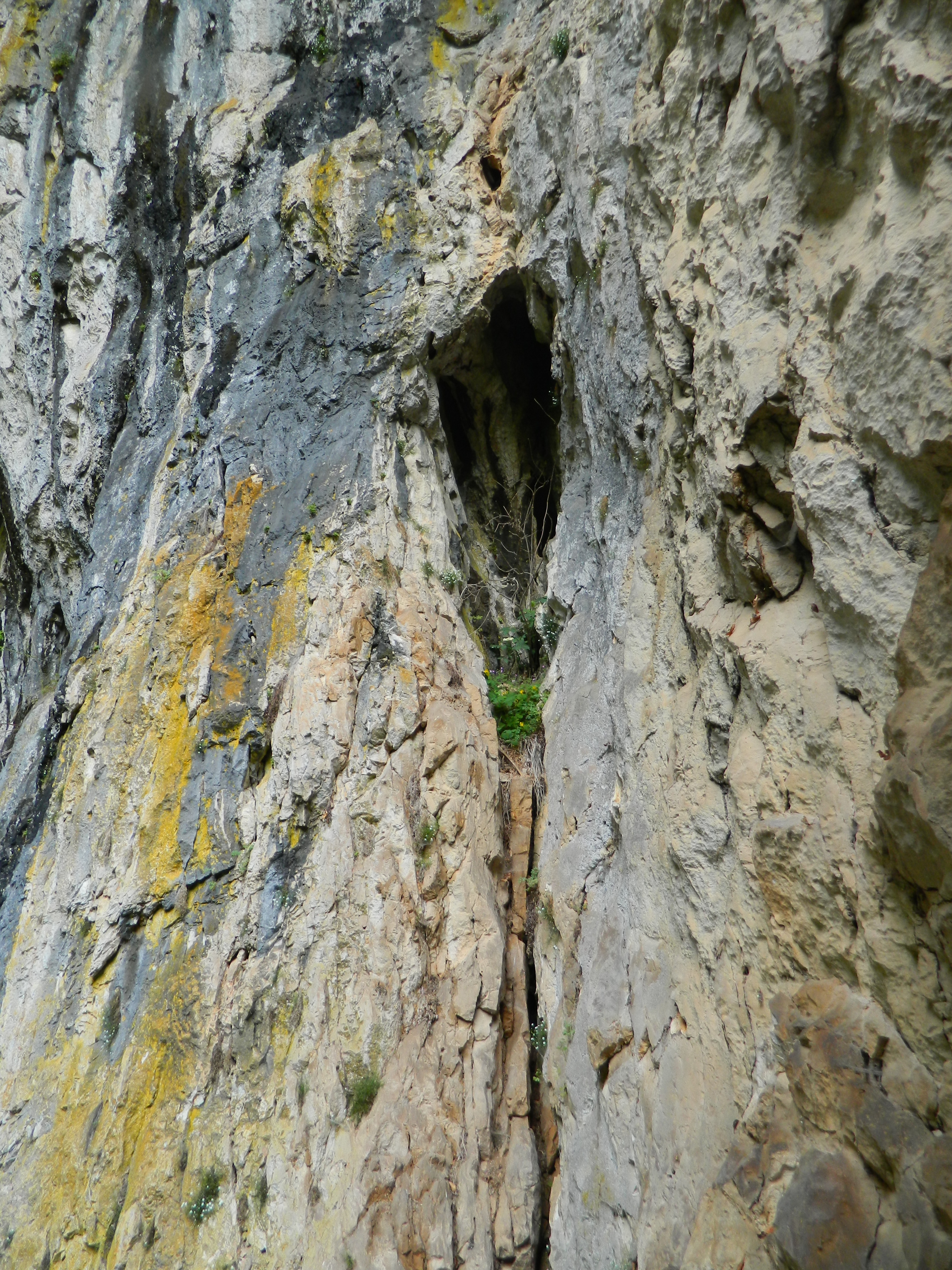

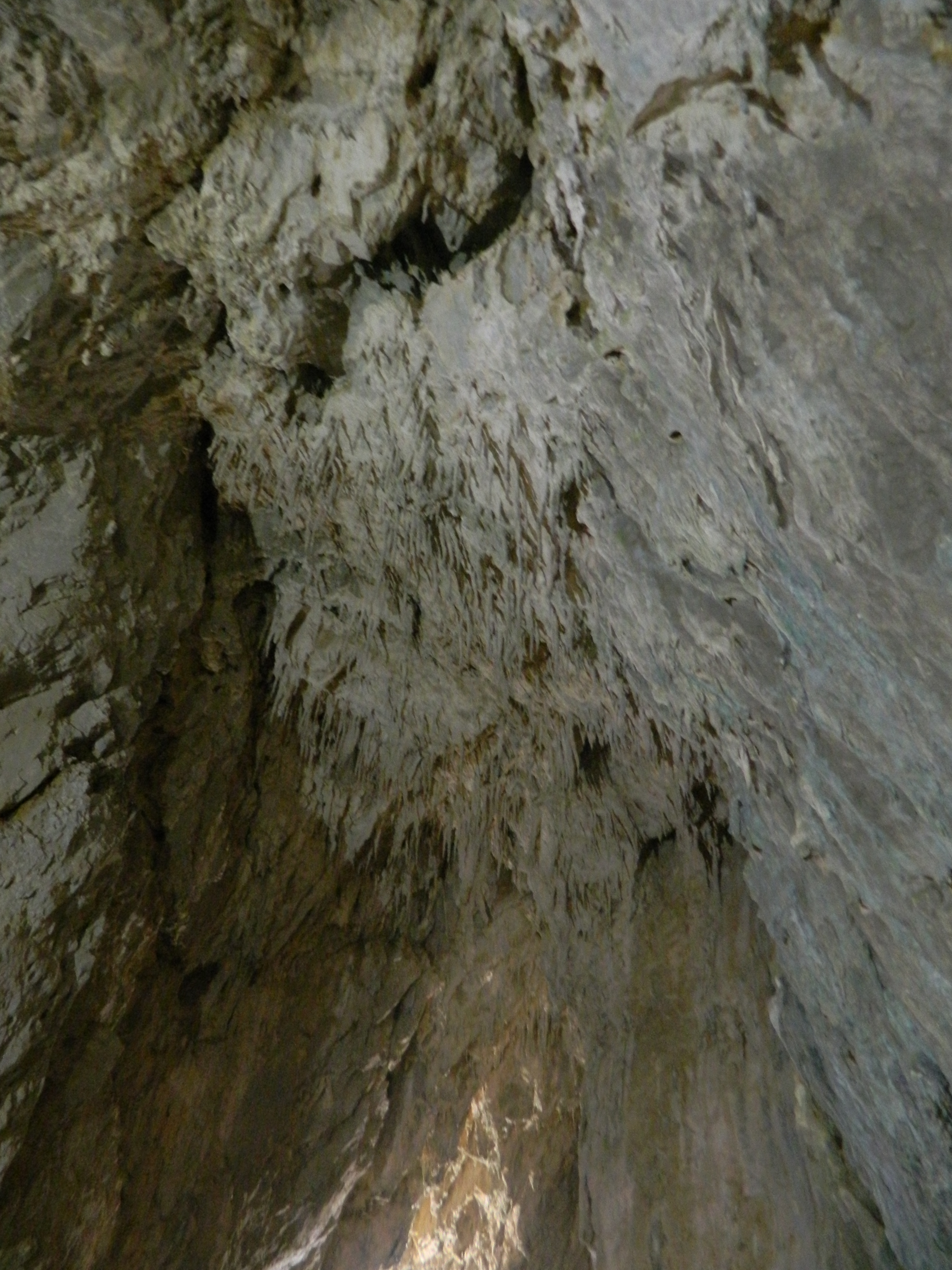

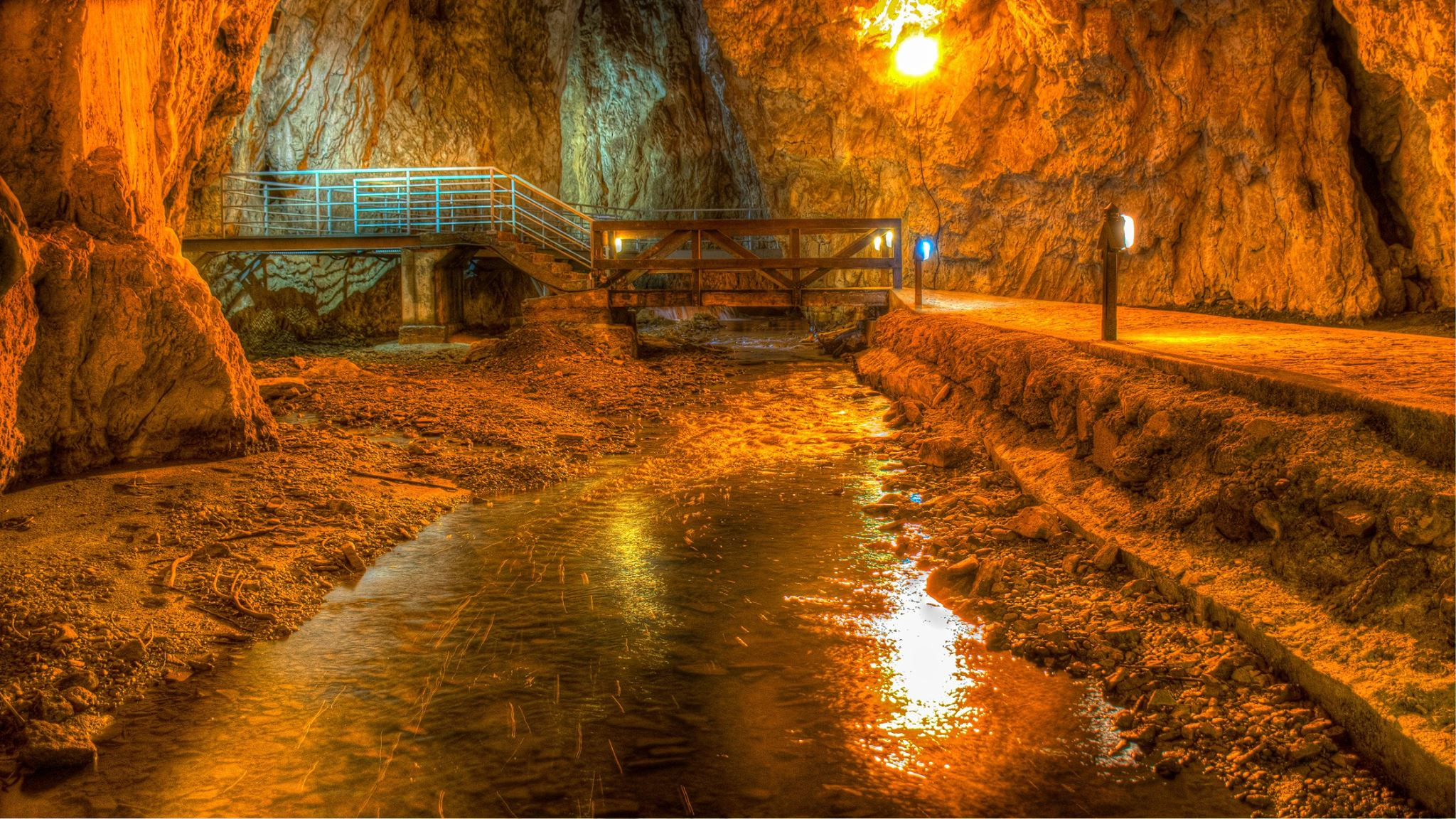